# Неспокійне літо
«Неспокійне літо» — радянський телефільм 1981 року, знятий режисером Ярославом Ланчаком на Кіностудії ім. О. Довженка.

## Сюжет
Телефільм за мотивами повісті Євгена Шатька «Ці спекотні заволзькі дні». Дванадцятирічний Коля дізнається, що мати виходить заміж. Хлопчик не може змиритися з думкою, що дядько, який йому зовсім не подобається, буде його батьком. Коля вирішує піти з дому.

## У ролях
- Світлана Тормахова — Марія Іванівна, мати-одиначка
- Микола Бабенко — Артур Григорович, виконроб на будівництві, наречений Марії
- Володя Чернюк — Коля, син Марії
- Іванка Попко — Віра, дочка Розалії, кузина Колі
- Андрій Курасов — Вітя-Макарона, сусід і найкращий друг Колі
- Ірина Терещенко — Розалія Іванівна, старша сестра Марії, актриса
- Володимир Волков — Володимир Федорчук, водій вантажівки
- Богдан Бенюк — актор обласного театру драми та комедії
- Валентин Грудинін — господар сараю
- Микола Гудзь — адміністратор театру
- Світлана Кондратова — водій молоковозу
- В'ячеслав Капленко — епізод
- Людмила Лобза — Катя, сусідка Марії, мама Віті
- Валерій Наконечний — Слава, актор обласного театру драми та комедії
- Дмитро Франько — сторож човнової станції
- Віра Саранова — епізод
- Іван Матвєєв — сусід Марії

## Знімальна група
- Режисер — Ярослав Ланчак
- Сценарист — Євген Шатько
- Оператори — Віктор Політов, Павло Небера
- Композитор — Віктор Лебедєв
- Художник — В'ячеслав Капленко